# Айнваллер, Томас
Томас Айнваллер (нем. Thomas Einwaller; род. 25 апреля 1977, Шеффау-ам-Вильден-Кайзер, Тироль) — австрийский футбольный арбитр.

## Карьера

### Национальный и международный дебют
После своего дебюта в Бундеслиге в 2001 году, в возрасте всего 24 лет, он был назван международным судьей с 2005 года, дебютировав 1 марта 2006 года в товарищеском матче Люксембург — Бельгия 0-2.
Судил матч отборочного этапа Чемпионата Европы 2008 года, 14-й тур, Группа А: Азербайджан — Сербия (1:6). 17 октября 2007 года, он показал три жёлтые карточки в матче. Он судил футбольные матчи на Летних Олимпийских играх 2008 года в городе Пекине.
В сентябре того же года дебютировал на групповом этапе Лиги чемпионов, в матче Фенербахче-Динамо Киев. В сентябре 2009 года он был вызван на Чемпионат мира по футболу среди молодёжных команд 2009, запланированный в Египте. Айваллер был единственным австрийским судьей, который вошел в список 38 предварительных кандидатур для Чемпионата мира 2010 года в Южной Африке, но был исключен в финальном решении, потому что он не обладал необходимыми навыками.

#### Отставка
В ноябре 2011 года он решил отказаться от судейской работы на международном уровне. Матч в финале Кубка ОФБ 2011—2012 между Зальцбургом и Рид стал его последним.